# Noviny pod Ralskem
Noviny pod Ralskem (deutsch Neuland am Rollberge) ist eine Gemeinde des Okres Česká Lípa in der Region Liberec im Norden der Tschechischen Republik.
Sie liegt im Tal des Flüsschens Ploučnice (Polzen) am Fuße der Berge Ralsko (Roll) und Lipka (Limberg, 473 m. n.m.).

## Geschichte
Neuland am Rollberge gehörte ab der Mitte des 19. Jahrhunderts zum Gerichtsbezirk Niemes bzw. zum Bezirk Böhmisch Leipa.

## Sehenswürdigkeiten
- Im Ort befindet sich die Kapelle der Heiligen Dreifaltigkeit aus dem 18. Jahrhundert.
- Am Ortsrand befindet sich der Průrva Ploučnice (Polzendurchbruch); dort fließt die Ploučnice über 150 Meter durch einen künstlich hergestellten unterirdischen Kanal.

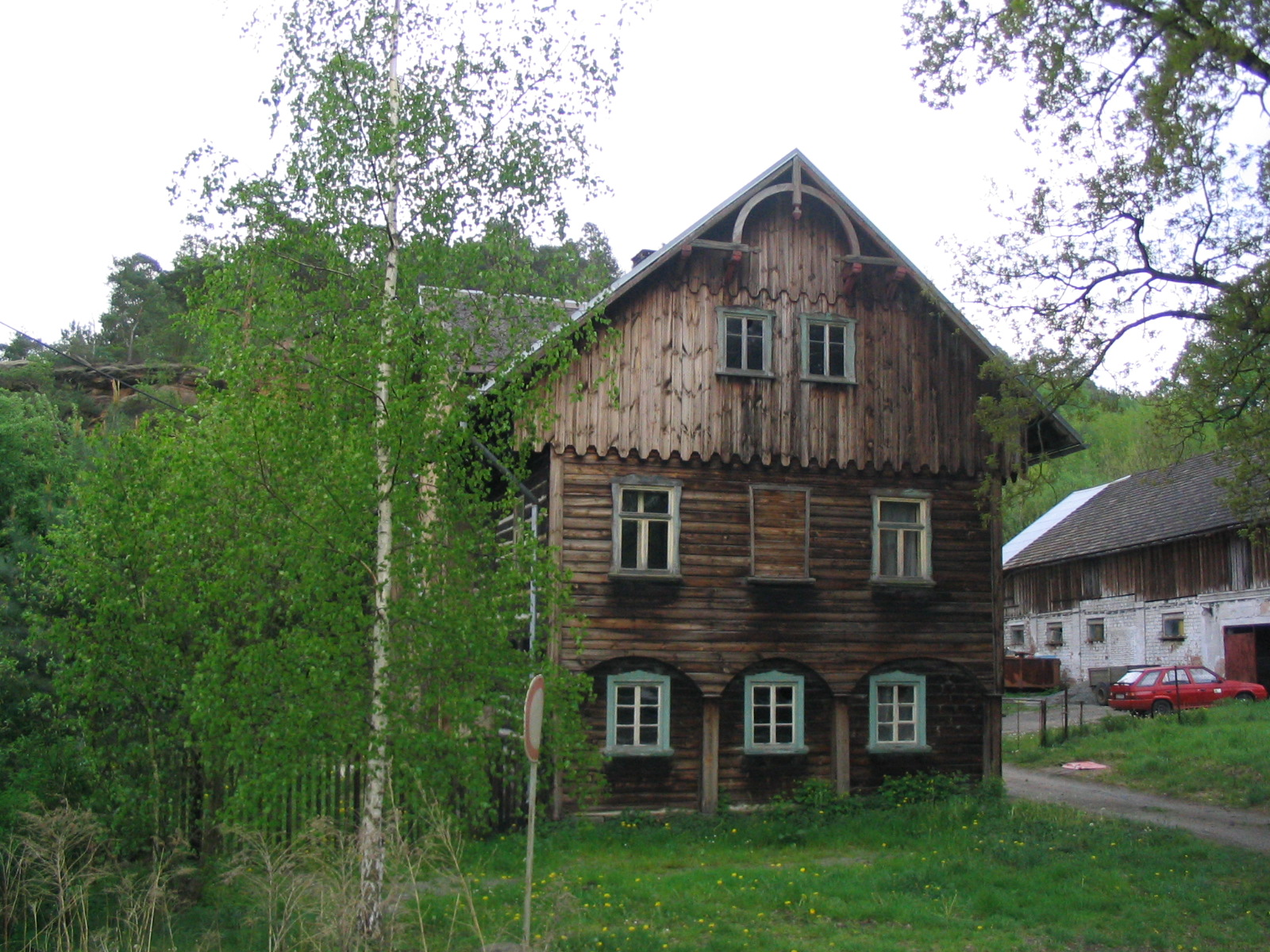
Volksarchitektur in Noviny pod Ralskem
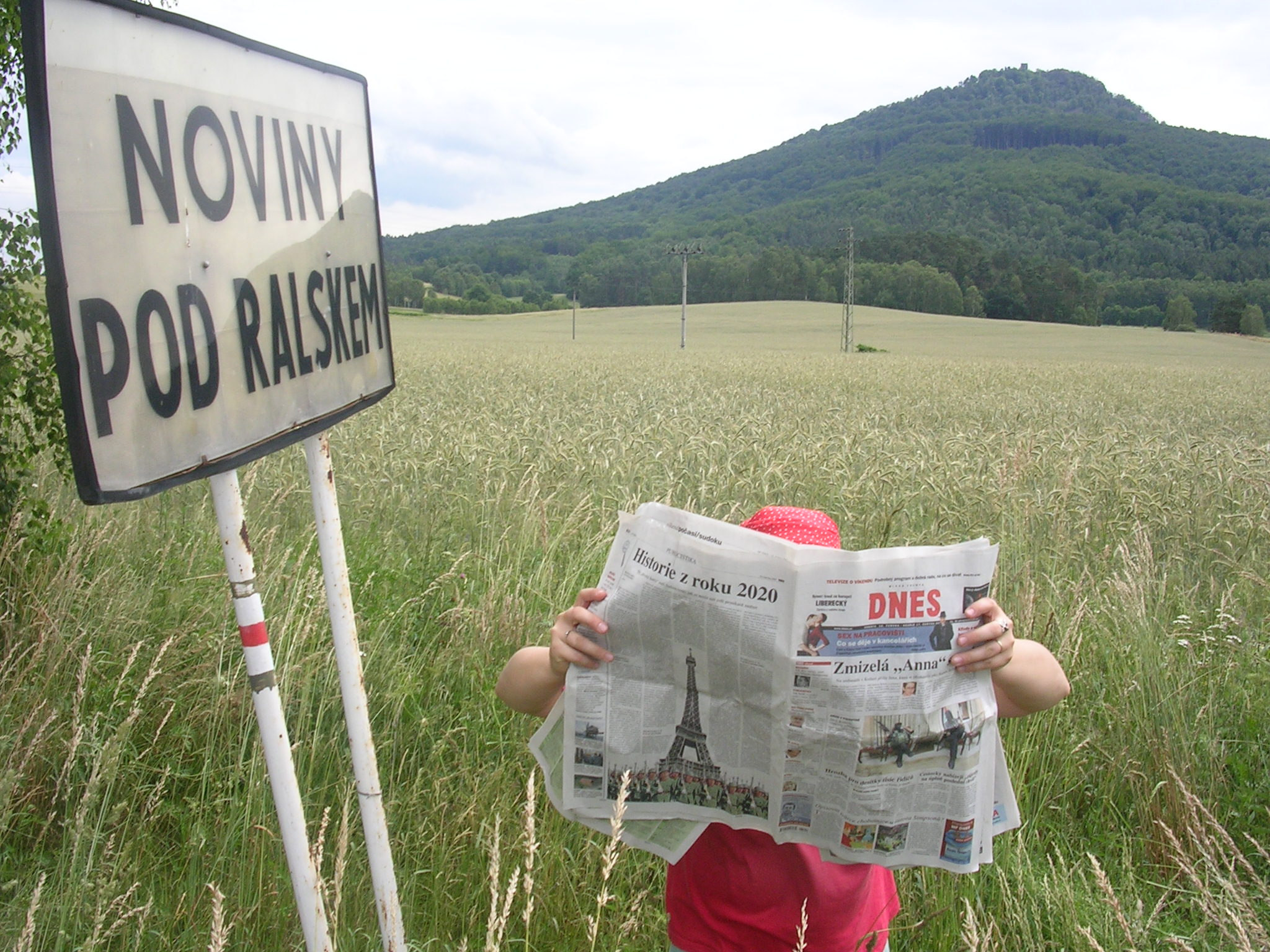
Ortsschild, Zeitung und der Berg Ralsko